# 上天草市立龍ヶ岳中学校
上天草市立龍ヶ岳中学校（かみあまくさしりつ りゅうがたけちゅうがっこう）は、熊本県上天草市龍ヶ岳町高戸にある公立中学校。

## 沿革
- 1947年4月22日 - 高戸村立高戸中学校、樋島村立樋島中学校、大道村立大道中学校創立
- 1954年 - 龍ヶ岳村立高戸中学校、龍ヶ岳村立樋島中学校、龍ヶ岳村立大道中学校と改称
- 1959年 - 龍ヶ岳町立高戸中学校、龍ヶ岳町立樋島中学校、龍ヶ岳町立大道中学校と改称
- 1962年 - 統合し龍ヶ岳町立龍ヶ岳中学校となる
- 1970年 - 大道中学校が独立
- 2004年 - 上天草市立龍ヶ岳中学校と改称
- 2011年 - 大道中学校を統合